# یاسنی
شهر یاسنی (به روسی: Ясный) در کشور روسیه و در اوبلاست ارنبورگ واقع شده‌است.